# Cardeal da Silva
Cardeal da Silva é um município brasileiro do estado da Bahia.

## História
Sua história confunde-se com a de Entre Rios, município vizinho do qual foi desmembrado pela Lei Estadual nº 1.765, de 30 de julho de 1962.